# Uvaria macgregorii
Uvaria macgregorii este o specie de plante angiosperme din genul Uvaria, familia Annonaceae, descrisă de Elmer Drew Merrill. Conform Catalogue of Life specia Uvaria macgregorii nu are subspecii cunoscute.